# Aleurothrixus aepim
Aleurothrixus aepim es una especie de insecto hemíptero de la familia Aleyrodidae y la subfamilia Aleyrodinae. Se distribuyen por Sudamérica.
Fue descrita científicamente por primera vez por Goeldi en 1886.